# Al Kadam Addahabi
 Al Kadam Addahabi  is een reality-programma van de Marokkaanse tv-zender RTM1, waarbij juryleden, bestaande uit bekende voetbalspelers, op zoek gaan naar jong Marokkaans talent in de Maghreb-landen en Europa. Het programma, ontstaan in 2004, heeft onder meer Aziz Bouderbala en Salaheddine Bassir als juryleden gekend.